# روستای هاگودی
هاگودی (به انگلیسی: Hagudi) یک روستا در بخش راپلا از شهرستان راپلا در شمال غربی استونی است. در سرشماری سال ۲۰۱۱ جمعیت این روستا ۹۵ نفر بوده‌است.